# Kettwiger Panoramasteig
Der Kettwiger Panoramasteig ist ein Rundwanderweg im Essener Südwesten. Auf einer Länge von 34,4 Kilometern verläuft er über die Höhen links und rechts der Ruhr zwischen den Stadtteilen Werden und Kettwig.
Der Steig wurde im Mai 2020 als zweiter Wandersteig der Stadt Essen nach dem Baldeneysteig eröffnet und erschließt Ausblicke auf das Ruhrtal und die Altstädte der beiden flankierenden Stadtteile. Neben viel Natur gibt es unterwegs einen Wechsel zwischen Feldern, Wäldern und kleineren Siedlungen zu sehen. Dabei muss ein Gesamtanstieg von 860 Metern bewältigt werden, der auch für geübte Wanderer eine Herausforderung darstellt und für die Gesamtstrecke eine gute Kondition voraussetzt. Jedoch ist der Panoramasteig kein Steig in klassischer Form, der sich am Hang über Stock und Stein in die Höhe windet. Am ehesten ist dies auf der Südroute anzutreffen, denn die Nordroute enthält neben grob befestigten Wirtschaftswegen auch einen recht großen Anteil asphaltierter Strecken.

## Verlauf
Nach der offiziellen Karte der Stadt Essen liegt der Startpunkt in Werden am S-Bahnhof, der von den Hauptbahnhöfen Essen und Düsseldorf mit der S6 gut erreichbar ist. Auch Busse aus Essen und Velbert halten direkt vor dem S-Bahnhof (z. B. Schnellbus 19). Parkplätze sind am Bahnhof 'Im Löwental' (P&R) oder weiter westlich am Rande der Ruhrtalstraße zu finden.
Die Beschreibung des Verlaufs mit der Kilometrierung ist gegen den Uhrzeigersinn, sodass danach der erste Teil über die Höhen der Nordseite rechts der Ruhr führt. Nach Überqueren der Ruhr in Kettwig folgt der Steig auf seiner Südseite teilweise dem Neanderlandsteig. Aufgrund der Länge der Gesamtstrecke ist eine Aufteilung auf zwei Etappen empfehlenswert. Die Hauptroute ist mit einem magentafarbenen Steigsymbol über einem blauen Band gekennzeichnet. Die mögliche Abkürzungen, Verbindungen oder Abstecher besitzen das Steigsymbol in gelb. Auf dem Weg werden einige der Aussichtspunkte der Stadt Essen angelaufen:

## Nordroute
Am offiziellen Startpunkt mit dem Verkehrsknoten und der Ruhrbrücke fällte der Blick nach Osten hinüber auf die Türme der Kirchen und der alten Abtei von Werden. Der Steig beginnt auf der Westseite der S-Bahn-Strecke und führt zunächst in Richtung Norden. Im Stadtteil Bredeney wendet sich der Weg nach Westen und verläuft weggleich mit dem Baldeneysteig. Nach dem Anstieg durch den Heissiwald wird ein erster Standpunkt der Essener Aussichten erreicht, der einen schönen Blick auf die Sichelform des Baldeneysees mit der oberhalb liegenden Villa Hügel erschließt. Anschließend passiert der Steig das Wildgehege Heissiwald, einem viel besuchten Familienausflugsziel mit Mufflons, Rehen und Wildschweinen. Dahinter trennen sich die beiden Steige.
Über die Hügel am Kanonenberg und der Dahler Höhe geht es zunächst abwärts und trifft im Tal auf den Wolfsbach, dem der Weg aufwärts nach Norden folgt. Am oberen Ende des Wolfsbachstal bei km 5 wendet die Strecke nach Westen und erreicht oberhalb der Walter-Hohmann-Sternwarte den Höhenweg der Wallneyer Straße im Stadtteil Schuir, wo ein schöner Blick auf die südlich liegen Ruhrhöhen möglich ist. In Richtung Norden ist der Radarturm auf dem Gelände des Deutschen Wetterdienstes und des Landesamtes für Natur, Umwelt und Verbraucherschutz Nordrhein-Westfalen zu sehen, der als Landmarke der Orientierung auf dem Panoramasteig dienen kann. Vorbei an landwirtschaftlichen Hofanlagen und Pferdekoppeln in Unter- und Oberwallney führt der Steig wieder bergab nach Südwest in das Tal des Schuirbachs.
Dabei muss der viel befahrene Schuirweg überquert werden, an dem das Haus Schuir liegt, einem Herrenhaus aus dem 18. Jahrhundert. Auf halbem Weg zum Ruhrtal wird das Ruthertal erreicht, das in seiner geraden Fortsetzung eine Abkürzung des Steigs ermöglicht (siehe Seitenblicke). Der Panoramasteig wendet sich aber scharf rechts ab und beginnt wieder zu steigen. Im oberen Teil wird erneut ein Aussichtspunkt erreicht, der einen Weitblick nach Osten über Werden und das Niederbergische erschließt.
Auf der Kammhöhe am Buchholzhof – hier ist auch ein Punkt der Essener Aussichten – muss die Hauptverbindungsstraße nach Kettwig überquert werden. Mit Blickrichtung Westen kann in der Ferne der Stadtwald und die Industriekulisse von Duisburg erblickt werden. Auf dem folgenden Saalsweg (km 10) und dem Rombecker Weg wird zwei Mal die A52 gequert und Mülheimer Stadtgebiet kurz betreten. Wieder südlich der Autobahn führt der Weg parallel zur A52 zum Schellenkamp und umrundet die Icktener Siedlung durch ein kleines Waldgebiet. Der Steig nimmt nun die Richtung nach Osten durch die Siedlung und muss nochmals die Meisenburgstraße queren. Bei km 15 unterhalb des Gewerbegebiets 'Im Teelbruch' wird das kleine, grüne Tal des Brederbachs für den Aufstieg genutzt, der auf die Ruhrhöhen des Stadtteiles Kettwig auf der Höhe führt. Am Weiler der Pierburg an der Schmachtenbergstraße liegt die kleine Wallfahrtskapelle „Maria im Maien“.
Nach einem Ausblick nach Osten führt der Steig über einen steilen Abstieg wieder in das Ruthertal und erreicht das Tal der Ruhr. Dort wendet der Weg scharf nach Westen mit dem stetigen Anstieg zum Stadtwald von Kettwig, wo man oberhalb des Kattenturms wieder zu einer der Essener Aussichten gelangt. An der Stele ist ein schöner Ausblick auf das Ruhrtal in Rićhtung Werden möglich. Im Tal macht die Ruhr eine scharfe Kurve und am Ufer ist ein Teil des Golfplatzes von Schloss Oefte erkennbar.
Der folgende Waldlehrpfad zeigt am Wegrand Informationen zu den Bäumen des Jahres aus den vergangenen Jahren. Der weitere Weg durch den Stadtwald von Kettwig erreicht am Bilstein einen weiteren Punkt der Essener Aussichten und stößt am unteren Ende auf die Ruhrtalstraße. Nach deren Querung und der Unterführung der S-Bahn-Strecke wird bei km 20 das Ruhrufer erreicht und der Leinpfad führt entlang des Kettwiger Ruhrbogens. Über die Uferpromenade am Kettwiger Stausee gelangt man an die Ruhrbrücke mit dem Wehr und der Schleuse. Ein kleiner Abstecher zum alten Ortskern von Kettwig mit seinen vielen Fachwerkhäusern ist lohnenswert, wo gepflegte Gastronomie zu einer Einkehr einlädt.

## Rückfahrt von Kettwig nach Werden
Schon bei Querung der Ruhrtalstraße in Kettwig kann man sich nach links wenden und erreicht nach 1 km den S-Bahnhof Essen-Kettwig. Von dort fährt die S6 alle 20 Minuten, am Wochenende alle 30 Minuten, zurück nach Werden. Zweite Möglichkeit besteht mit einem Bus des Nahverkehrsunternehmens Ruhrbahn, der auf der gegenüber liegenden Straßenseite hält.
Ab der Innenstadt von Kettwig fährt ab Haltestelle Markt/Rathaus ein Bus zur S-Bahn-Station Essen-Werden. Folgt man dem Panoramasteig noch ein Stück über die Brücke auf die andere Ruhrseite kann die S6 ab dem Haltepunkt Kettwig Stausee für die Rückfahrt nach Werden genutzt werden. Dieser Haltepunkt ist ca. 1,5 km von der Altstadt Kettwig entfernt.

## Südroute
Mit Bus und Bahn kann der Stadtteil Kettwig gut erreicht werden, um auf der anderen Seite der Ruhrbrücke im Stadtteil Kettwig vor der Brücke die Südroute anzugehen. Zunächst führt der Weg durch einen kleinen Park flussaufwärts mit Blick auf die prägende Stahlfachwerkbrücke der S-Bahn-Strecke zwischen Essen und Köln. Der Blick hinüber auf die andere Ruhrseite zeigt heute eine moderne Siedlung, wo früher ein Teil der Scheidtschen Tuchfabriken lagen. Hinter dem westlichen Widerlager der Brücke liegt der S-Bahnhof Kettwig-Stausee, einem alternativen Startpunkt für den Panoramasteig. Die Wegführung unterquert die Bahntrasse und trifft auf den Neanderlandsteig, dem weggleich gefolgt wird. Ein kurzes Stück muss der Fußweg am Rand der aufwärts führenden Straße genommen werden. Dann geht es am steilen Hang über Wurzeln und Felsen bergauf auf den Pasberg am südlichen Ruhrufer – Trittsicherheit ist gefordert. Auf der Höhe liegt nochmals ein Ort der Essener Aussichten mit einem schönen Blick auf Kettwig, den See und die Mintarder Ruhrtalbrücke der A52. Bei km 25 des Gesamtsteigs wird danach der Charlottenhof erreicht, die ehemalige Unternehmervilla des Großindustriellen Friedrich Flick und heutige Jugendbildungsstätte St. Altfrid des Bistums Essen.
Nach Verlassen des Waldes führt der Weg in Richtung Osten durch hügeliges Gelände, dass von Feldern, Weiden und Hofanlagen geprägt ist. An der Stadtgrenze, die auch die Grenze des Ruhrgebiets zum Bergischen Land darstellt, wird der Neanderlandsteig verlassen. Ständig bergab erreicht der Weg das Römmersbachtal, wo der Bach viele Mäanderbögen bildet. Im Talgrund passiert man die Golfanlage von Schloss Oefte und überquert den Oefter Bach. Auf einem asphaltierten Weg geht es zum weiteren Anstieg längs des kleinen Brücker Bachs und erreicht bei km 30 das obere Ende des Kutschenwegs. Nach einem Teilstück entlang der Straße Geilinghausweg führt der Weg im weiten Bogen oberhalb des Kutschenwegs durch den Wald von Heidhausen. Vorbei am Jüdischen Friedhof und der Jugendherberge am Pastoratsberg verläuft der Steig bergab nach Werden. Nach fast 35 km endet der Steig wieder an der S-Bahn-Station Essen-Werden.

## Seitenblicke

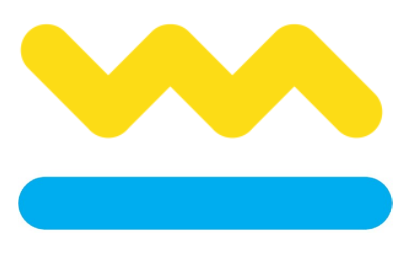
Seitenblick Wanderzeichen

Die Seitenblicke sind kurze Abstecher zu interessanten Punkten an der Strecke. Teilweise sind diese mit dem Seitenblick-Symbol gekennzeichnet.
Ein erster Seitenblick fällt bei km 7,5 im Ruthertal auf eine kleine rot-weiße Landmarke, die östlich oberhalb auf dem Swingolffeld am Rutherweg steht. Dort gegenüber am Rutherhof ist eine Straußenfarm zu besichtigen, die auch einer Einkehrmöglichkeit bietet. In westlicher Richtung an der Straße Kamisheide befindet sich der Bauer Kammesheidt, wo bei einem wundervollen Ausblick über das Ruhrtal und die Ruhrhöhen Feiermöglichkeiten verschiedener Art angeboten werden. In der Herbstzeit werden in der Festscheune Reibekuchen und frische Waffeln verkauft.
Nach diesem Seitenblick im Tal des Schuirbachs besteht eine Möglichkeit zur Abkürzung des Panoramasteigs um rund zehn Kilometer. Damit können die Kammhöhe der Meisenburgstraße und die Ortsteile Ickten und Kettwig auf der Höhe ausgespart werden. Anstelle dessen folgt man dem Schuirbach geradeaus weiter und verlässt den Rutherweg rechts ab ins Ruthertal, wo am Talende der Panoramasteig wieder erreicht wird. Falls der Seitenblick den Bauer Kammesheidt streifen sollte, kann auch der Weg über die Pierburg mit der Wallfahrtskapelle genommen werden, von wo der Steig zurück ins Tal führt.
Der lohnenswerte Seitenblick Kettwig führt durch den historischen Ortskern der früher eigenständigen Stadt. Viele alte Fachwerkhäuser säumen den 1-stündigen Rundgang und streifen den Marktplatz mit Rathaus und den beiden Kirchen. Am Ruhrufer mit dem Mühlengraben steht noch das Baudenkmal des ehemaligen Turbinenhauses der Tuchfabrik Scheidt aus dem Jahr 1901. Viele Cafés und Restaurants in der Altstadt laden zu einer Einkehr ein.
Am Ende der Tour, bevor es in Werden über die Ruhrbrücke zurück zum S-Bahn-Halt geht, lohnt sich der Seitenblick Werden in die ehemals selbständige Abteistadt. In deren Mittelpunkt steht die Abteikirche St. Ludgerus, seit 1993 eine Basilica minor. In den Klostergebäuden ist heute die Folkwang Universität der Künste untergebracht. Am belebten Verkehrsknoten des Werdener Marktes und dem alten Rathaus beginnt die sehenswerte Altstadt mit Fußgängerzone. Neben Fachwerkhäusern und Gründerzeitgebäuden erhebt sich der Turm der schmucken evangelischen Kirche. Fast am Nordende der Heckstraße erreicht man die Luciuskirche, die mit ihrem Baubeginn von 995 als eine der ältesten Pfarrkirchen nördlich der Alpen gilt. Ganz am Ende der Straße kann die renovierte, historische Schleuse Neukirchen betrachtet werden, die ohne Funktion ist. Rund 700 Meter oberhalb ist das Wehr des Baldeneysees zu sehen, wo der Baldeneysteig die Ruhr überquert. Unterhalb der Schleuse liegt zwischen Heyerstrang und Ruhr die Brehminsel mit kleinem Stadtpark.